# سلالة ليانغ
سلالة ليانغ والمعروفة باسم ليانغ الجنوبية، أو تشياو ليانغ في المصادر التاريخية، هي سلالة إمبراطورية صينية، والثالثة بين الأسر الجنوبية الأربعة خلال فترة حكم السلالات الشمالية والجنوبية. سبقتها سلالة تشي الجنوبية، وتلتها سلالة تشن. استمرت بقايا دولة ليانغ الغربية حتى غزتها سلالة سوي عام 587.

## الحكم
خلال عهد سلالة ليانغ وتحديدًا في 547، دفع مبعوث فارسي جزية لأسرة ليانغ تمثلت بحجر كهرمان من بلاد فارس. ذُكرت هذه المعلومة حول أصل الكهرمان في كتاب ليانغ.
في 548، بدأ أمير هينان، هو جينغ، تمردًا مع تشياو زهنغده أمير لينهي وابن شقيق وو، إمبراطور سلالة ليانغ ووريثه السابق. وكانت نتيجة التمرد تنصيب تشياو زهنغده إمبراطورًا. وفي 549، نهب هو جينغ مدينة جيانكانغ وخلع تشياو زهنغده من العرش ثم قتله واستولى على السلطة ووضع الإمبراطور السابق وو قيد الإقامة الجبرية في منزله. وطرد الجيوش المعارضة له باسم الإمبراطور وو. وفي 550، توفي الإمبراطور وو، فنصب هو جينغ، ابن الإمبراطور الثالث ولي العهد الأمير غانغ، جيانوين إمبراطور ليانغ، ووضعه تحت الإقامة الجبرية أيضًا، وحاول كذلك قمع كل من لم يذعن له.
وفي الوقت نفسه، حارب أمراء سلالة ليانغ بعضهم البعض بدلًا من محاولة القضاء على هو جينغ. قتل الابن السابع للإمبراطور وو تشياو يي أمير تشيانغدونغ ابن شقيقه تشياو يو أمير هيدونغ مجبرًا بذلك الأخ الأصغر لتشياو يو الذي يدعى تشياو تشا أمير يويانغ على الاستسلام لسلالة وي الغربية. وهاجم تشياو يي أيضًا شقيقه الأكبر تشياو كوان الابن السادس للإمبراطور وو أمير شاولينغ وأجبره على الاستسلام لسلالة تشي الشمالية.  سُمّي كل من تشياو تشا وتشياو كوان أميرًا لسلالة ليانغ. ومع ذلك، تحالف تشياو يي مع سلالة تشي الشمالية أيضًا، فتخلوا عن دعمهم لتشياو كوان. وهزم هو جينغ، تشياو كوان وقُتل أخيرًا على يد سلالة وي الغربية. تسلم تشياو جي أمير وولينغ والابن الأصغر للإمبراطور وو، الإمبراطورية وأصبح إمبراطورًا.
وفي 551، أجبر هو جينغ إمبراطور جيانوين على التنازل عن العرش لحفيده الأكبر تشياو دونغ أمير يوزهانغ ثم قتل إمبراطور جيانوين وأجبر تشياو دونغ على التنازل عن العرش له أيضًا. أسس هو جينغ سلالة جديدة وأسماها سلالة هان. وفي 552، دمر تشياو يي سلالة هان وطالب بعرش الإمبراطور وسمى نفسه الإمبراطور يوان ليانغ، وأمر أعوانه بقتل تشياو دونغ وأشقاء تشياو دونغ الصغار. اتخذ تشياو يي من مدينة جيانغلينغ مقرًا لإقامته وعاصمة للدولة بدلًا من العودة إلى مدينة جيانكانغ، وتمكن أيضًا من القضاء على تشياو جي، لكن ومن أجل ذلك، أبرم تحالفًا مع سلالة وي الغربية التي غزت بدورها مقاطعة يي (سيشوان).
وفي 553، هاجمت سلالة تشي الشمالية سلالة ليانغ بهدف تنصيب ابن شقيق الإمبراطور وو المدعو تشياو توي ماركيز تشيانغيين إمبراطورًا، ولكنهم هُزموا.
ومع تدهور العلاقة بين الإمبراطور يوان وسلالة وي الغربية، استباح جيش وي الغربية مدينة جيانغلينغ مما أجبر الإمبراطور يوان على الاستسلام، لكنهم قتلوه وأبناءه ثم نصبوا تشياو تشا إمبراطورًا على ليانغ (الغربية) وعاصمتها جيانغلينغ.
سمى جنرالات ليانغ بقيادة وانغ سينغبيان، تشياو فانغزهي أمير جينان والابن الوحيد الباقي على قيد الحياة للإمبراطور يوان، أمير ليانغ في مدينة جيانكانغ بهدف تتويجه إمبراطورًا جديدًا، ولكن جيش تشي الشمالية هزمهم وأجبرهم على اتفاق ينص على الاعتراف بابن شقيق الإمبراطور وو، تشياو يوانغمينغ ماركيز زهينيانغ إمبراطورًا بديلًا. طلب وانغ تعيين تشياو فانغزهي وليًا للعهد ووافق تشياو يوانغمينغ. شن الجنرال تشن باشيان غارة قتل فيها وانغ لصالح تشياو فانغزهي الذي تبرأ من وانغ بسبب استسلامه لسلالة تشي الشمالية. واضطر تشياو يوانغمينغ إلى التنازل عن العرش لتشياو فانغزهي الذي عُرف باسم جينغ إمبراطور ليانغ. واستولى تشين على السلطة، وادعى في بادئ الأمر أن ليانغ تابعة لسلالة تشي الشمالية لكنه وفي وقت لاحق هزم جيش تشي الشمالية.
وفي 557، أسس تشين باشيان سلالة تشين الجديدة القوية. إذ أعلن الجنرال وانغ لين أن الأمير تشياو زهوانغ أمير يونغجيا وحفيد الإمبراطور يوان هو الإمبراطور الشرعي لسلالة ليانغ. وفي 560، هزمت سلالة تشين، تشياو زهوانغ الذي فر إلى تشي الشمالية وسُمي أمير ليانغ عام 570. انتهت دولة ليانغ الغربية الصغيرة والضعيفة عام 587 على يد سلالة سوي.
وفي 617، نصب تشياو تشيان التابع لقبيلة ليانغ الإمبراطورية الغربية نفسه إمبراطورًا وذلك على ضوء الاضطرابات التي عانت منها سلالة سوي في نهاياتها. دمرت سلالة تانغ مملكته عام 621.